# Giv'at Me'amer
Giv'at Me'amer (hebrejsky: גבעת מעמר) je vrch o nadmořské výšce 136 metrů v centrálním Izraeli.
Leží na západním okraji hornatiny Samařska, cca 28 kilometrů severovýchodně od centra Tel Avivu a 3 kilometry jižně od města Tajbe. Má podobu podlouhlého, východozápadně orientovaného hřbetu, který vybíhá do pobřežní nížiny. Na jihu terén prudce klesá do údolí vádí Nachal Alexander, na severu do údolí toku Nachal Avrech. Vrcholová partie byla až do počátku 21. století nezastavěná, pak zde započala výstavba nové obce městského typu Cur Jicchak, která výhledově pokryje většinu kopce.